# Christopher Llewellyn Smith
Sir Christopher Llewellyn Smith FRS (19 de novembre de 1942) és un físic conegut per haver estat Director General del CERN.
Smith va completar el seu doctorat en física teòrica al New College de la Universitat d'Oxford el 1967. Va treballar al Institut de Física Lebedev a Moscou, al CERN i a SLAC abans de tornar a Oxford el 1974. Llewellyn Smith va ser elegit fellow de la Royal Society el 1984. Fou Director General del CERN de 1994 fins al 1998. Després va servir com Provost i degà del University College de Londres (1999–2002).
Llewellyn Smith va rebre la Medalla Glazebrook i el Premi de l'Institut de Físiques el 1999 i fou nomenat cavaller britànic el 2001. El 2004 esdevingué President del Comitè Consultiu de Fusió Nuclear de l'Euratom (CCE-FU). Fins al 2009 fou Director de la Divisió Culham de l'UKAEA, que té la responsabilitat pel programa de fusió del Regne Unit i l'operació del Joint European Torus (JET). El 2013, es va incorporar a l'Institut Nacional d'Educació de Ciència i Recerca (NISER) de Bhubaneswar (Índia) com a Professor Distingit. El 2015, li fou atorgada la Medalla Reial de la Royal Society.